# Castelletto sopra Ticino
Castelletto sopra Ticino é uma comuna italiana da região do Piemonte, província de Novara, com cerca de 8.756 habitantes. Estende-se por uma área de 14 km², tendo uma densidade populacional de 625 hab/km². Faz fronteira com Borgo Ticino, Comignago, Dormelletto, Golasecca (VA), Sesto Calende (VA), Somma Lombardo (VA), Varallo Pombia.

## Demografia
| Variação demográfica do município entre 1861 e 2011                               |
|                                                                                   |
| Fonte: Istituto Nazionale di Statistica (ISTAT) - Elaboração gráfica da Wikipedia |